# Parow
Parow ist ein kleiner Ort in Mecklenburg-Vorpommern, der zirka fünf Kilometer nördlich von Stralsund und in der Nähe des Strelasunds, der Meerenge zwischen Rügen und dem Festland, liegt. Parow gehört zur Gemeinde Kramerhof im Amt Altenpleen.

## Geschichte

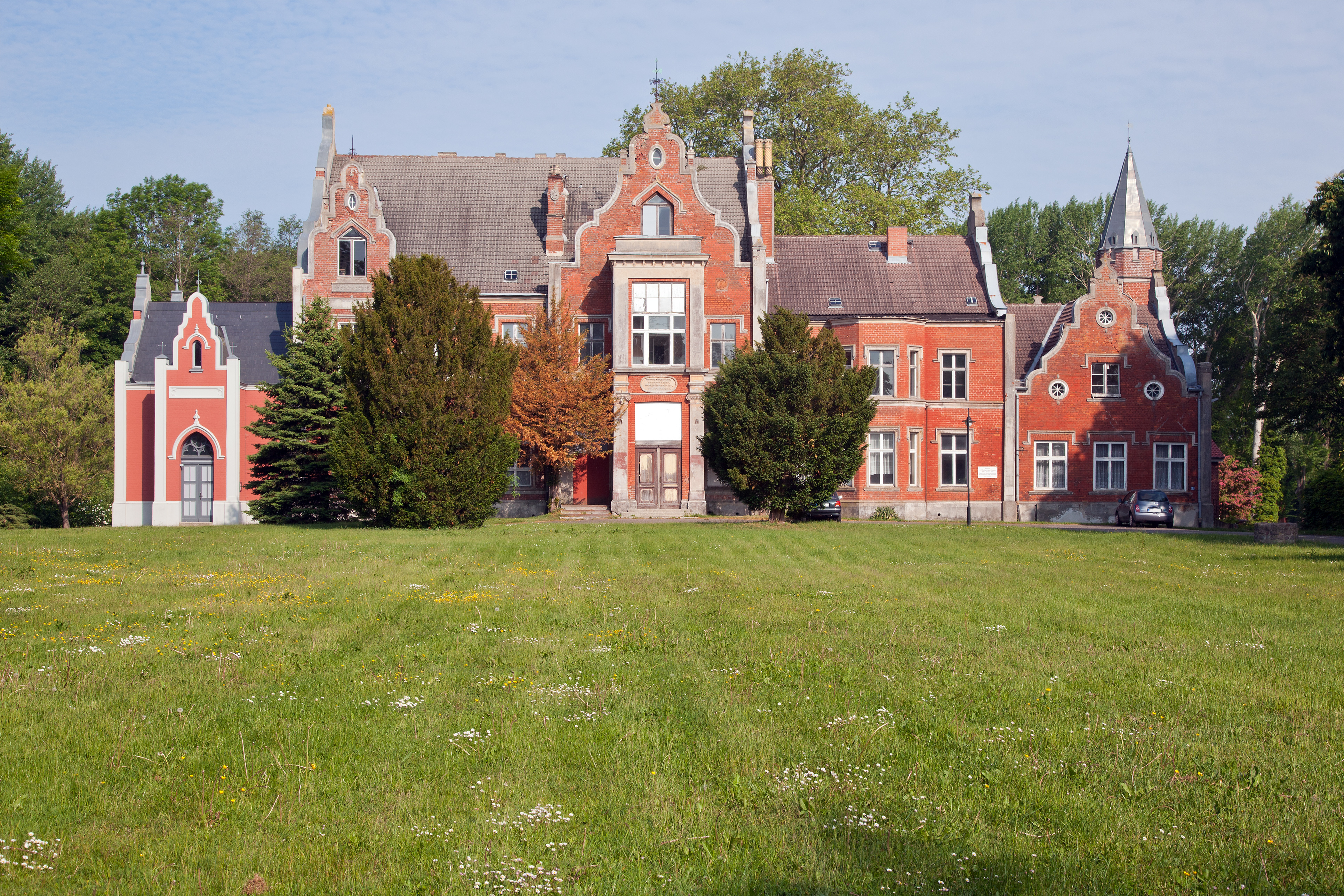
Herrenhaus Parow

Der Name Parow kommt aus dem Slawischen. Die Geschichte des Ortes geht bis in das 14. Jahrhundert zurück, als der damals noch zu Stralsund gehörende Gutshof Parow ausgemeindet wurde und in den Besitz von Wizlaw III. von Rügen überging. Im 16. Jahrhundert war der Ort in Klein- und Groß Parow unterteilt und im Besitz Stralsunder Ratsherren. Mitte des 18. Jahrhunderts ging der Gutshof in den Besitz der Freiherren von Langen über; ihr bekanntester Spross war Carl-Friedrich von Langen, der 1928 Olympiasieger im Dressurreiten wurde. Nach dem Genealogischen Handbuch des Adels gehörte der Besitz Parow der Familie seit 1715, letzter Grundbesitzer wurde Carl-Anton Freiherr von Langen (1912–1986), er lebte zuletzt in Holstein.

## Sehenswürdigkeiten
→ Siehe: Liste der Baudenkmale in Kramerhof
- Kernbau der Ortschaft und markantestes Gebäude bis heute ist das Herrenhaus Parow, das um 1860 im Stil der englischen Landhäuser erbaut wurde und das aufgrund seines schlossähnlichen Charakters auch als Schloss Parow bezeichnet wird.

## Marinestandort

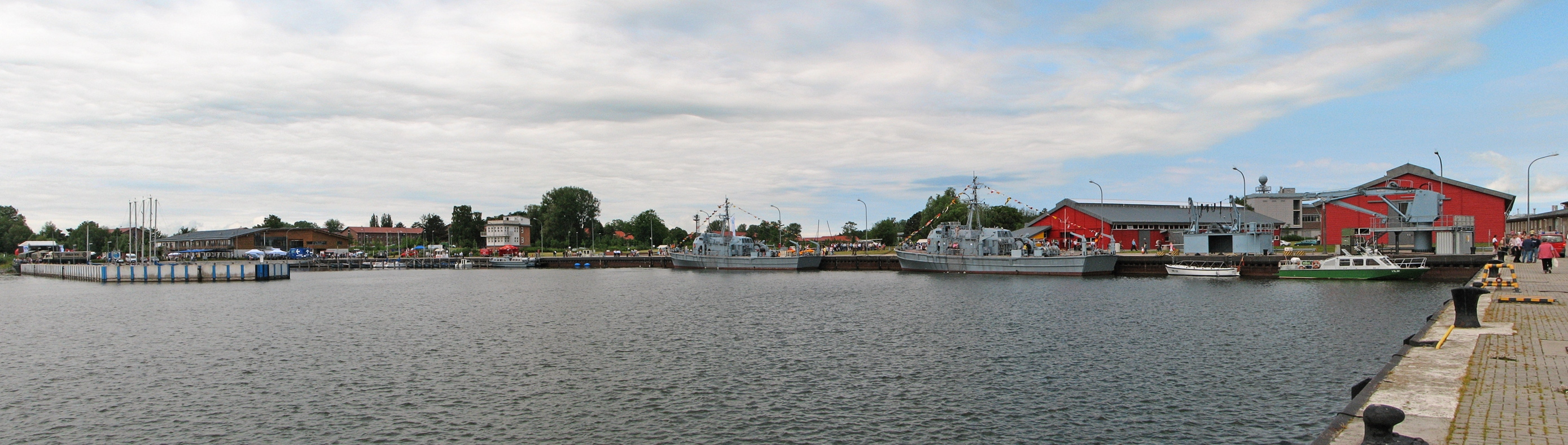
Der Marine-Hafen von Parow

Parow ist einer der ältesten Marine- und Marinefliegerstandorte Deutschlands. Hier waren sowohl im Ersten Weltkrieg als auch im Zweiten Weltkrieg Marineflieger stationiert.
Die Volksmarine der DDR hatte hier ihr Marinehubschraubergeschwader (MHG) 18 stationiert. Bis 1994 betrieb die Deutsche Marine die Einheit als Marinefliegerhubschraubergruppe weiter. Außerdem befand sich hier die Flottenschule „Walter Steffens“, an der die Unteroffiziere und Matrosen für die Besatzungen der Schiffe und Boote der Volksmarine ausgebildet wurden. Heute ist hier eine der Ausbildungseinrichtungen der Deutschen Marine, die Marinetechnikschule, beheimatet.
Von 1936 bis 1944 bestand der Militär-Fußballverein LSV Parow.

## Persönlichkeiten
- Carl-Friedrich von Langen, 1928 Olympiasieger im Dressurreiten in Amsterdam
- Max Schnirring, u. a. Lufthansa-Kapitän, stürzte am 6. Juli 1944 auf einem Feld bei Parow ab.